# Domenico Chirieleison
Domenico Chirieleison (Asti, 26 dicembre 1888 – Roma, 1972) è stato un generale italiano, veterano della grande guerra. Durante la seconda guerra mondiale fu Sotto Capo di stato maggiore della 10ª Armata in Libia, impegnata nell'invasione dell'Egitto. Promosso generale di divisione, assunse il comando della 4ª Divisione fanteria "Livorno", partecipando nel luglio del 1943 alle operazioni di contrasto agli sbarchi degli alleati in Sicilia. Dopo l'armistizio dell'8 settembre 1943 rimase a Roma, dove apparentemente aderì alla Repubblica Sociale Italiana, venendo nominato dapprima Segretario Generale dell'Esercito Nazionale Repubblicano e poi, nel gennaio del 1944, commissario per l'amministrazione centrale della città aperta di Roma. In realtà continuò a lavorare per il Regno del Sud, rimanendo nella capitale all'atto della liberazione il 4 giugno 1944, rientrando subito nel Regio Esercito.

## Biografia
Nacque ad Asti il 26 dicembre 1888, da una famiglia originaria di Messina. Arruolatosi nel Regio Esercito nel 1905, in quello stesso anno iniziò a frequentare come Allievo ufficiale la Regia Accademia militare di Artiglieria e Genio di Torino, da cui uscì con il grado di sottotenente, assegnato all'arma di artiglieria, il 19 settembre 1909,, in forza al 27º Reggimento artiglieria da campagna.
Partecipò alla prima guerra mondiale, nei gradi da tenente a maggiore, combattendo con il 3º Reggimento artiglieria da campagna, venendo decorato con una Medaglia di bronzo al valor militare e la Croce al merito di guerra.
Promosso tenente colonnello e poi colonnello il 1º novembre 1934, comandò dapprima il 9º Reggimento artiglieria "Brennero", per poi, dal 1º ottobre 1937, divenire Capo di stato maggiore del Corpo d'armata di Torino.
Divenuto generale di brigata il 1º gennaio 1940, passò in servizio presso il Quartier generale della 10ª Armata in Libia, quale sottocapo di stato maggiore, partecipando alla campagna militare che vide l'annientamento della Grande Unità nel febbraio 1941. Fu promosso al grado di generale di divisione il 1º gennaio 1942.
Il 1º novembre 1941 fu nominato comandante della 4ª Divisione fanteria "Livorno", sostituendo il generale Benvenuto Gioda e trasferendola poi nel 1941-42 nell'Italia centrale. Qui fu addestrata intensamente quale unità di manovra anfibia in vista dello sbarco a Malta (poi non attuato) e fu quindi da lui condotta in Sicilia. All'atto dell'invasione alleata dell'isola, il 10 luglio 1943, la "Livorno" fu subito impiegata quale unità di manovra.
Stazionante nell'area di Gela, luogo di sbarco della 1ª Divisione di fanteria statunitense, la mattina dell'11 luglio effettuò un importante contrattacco in quel settore, stroncato solo ad opera dei cannoni navali delle navi alleate, tra i quali gli incrociatori americani USS Boise e Savannah armati con 15 cannoni da 152/47 mm ciascuno, che causarono notevoli perdite tra i reparti della "Livorno", pari a circa 7 000 uomini tra caduti, feriti e dispersi.
Dopo il ripiegamento nella campagna di Sicilia, ritornò alla base della Divisione a Cuneo con soli 4 200 superstiti per un'eventuale ricostituzione dell'unità (agosto 1943).
All'atto dell'armistizio dell'8 settembre 1943 si trovava a Roma e dal gennaio 1944 assunse la carica di Commissario per l'Amministrazione centrale della Città aperta di Roma, aderendo alla Repubblica Sociale Italiana. Dal 31 dicembre 1943 assunse l'incarico di Segretario Generale dell'Esercito Nazionale Repubblicano, sostituendo il generale Emilio Canevari, ricoprendo tale incarico fino all'atto della liberazione di Roma (giugno 1944), quando ritornò nelle file del Regio Esercito. Collaborò attivamente con il Comitato di Liberazione Nazionale e con gli Alleati, che gli furono successivamente riconoscenti. Nel dopoguerra fu insignito di una medaglia d'argento al valor militare e della Croce di Ufficiale dell'Ordine militare d'Italia.
In virtù del ruolo di comandante della città aperta di Roma ricoperto durante la guerra, nel 1948 fu ascoltato come testimone nel processo a Herbert Kappler. Nel 1967 scrisse la prefazione del libro La battaglia di Gela di Nunzio Vicino, edito dall'Istituto Gualandi. Si spense a Roma nel 1972.

### Annotazioni
1. ↑  Prima di lui ricoprirono tale incarico il generale Giorgio Carlo Calvi di Bergolo (11-23 settembre 1943), e il generale Menotti Chieli (23 settembre-gennaio 1944).

### Fonti
1. 1 2 3 4 5  Generals.
2. ↑  Regi Decreti 19 settembre e  21 ottobre 1909, pubblicati sulla Gazzetta Ufficiale del Regno d'Italia n.288 del 13 dicembre 1910, pag.6677.
3. ↑   Bollettino ufficiale delle nomine, promozioni e destinazioni negli ufficiali e sottufficiali del R. esercito italiano e nel personale dell'amministrazione militare, 1934,  p. 2591. URL consultato il 23 settembre 2019.
4. ↑  Anfora 2016, p. 15.
5. 1 2  Majanlahti, Osti Guerrazzi 2010, p. 72.
6. 1 2  Sito web del Quirinale: dettaglio decorato.
7. ↑   Bollettino ufficiale delle nomine, promozioni e destinazioni negli ufficiali e sottufficiali del R. esercito italiano e nel personale dell'amministrazione militare, 1919,  p. 19. URL consultato il 23 settembre 2019.
8. ↑  Gazzetta Ufficiale del Regno d'Italia n.127 del 3 giugno 1931, pag.2498.
9. ↑  Gazzetta Ufficiale del Regno d'Italia n.122 del 27 maggio 1936, pag.1727.
10. ↑   Bollettino ufficiale delle nomine, promozioni e destinazioni negli ufficiali e sottufficiali del R. esercito italiano e nel personale dell'amministrazione militare, 1920,  p. 2591. URL consultato il 23 settembre 2019.